# Муджируддин Абак
Муджируддин Абак — правитель Дамаска из династии Буридов в 1140—1154 годах.
Абак был правнуком атабека Дамаска Тугтегина. Отец Абака умер в 1140 году и визирь Муинуддин Унур возвел на трон Абака. До своей смерти в 1149 году Унур был фактическим правителем города. В 1150 году атабек Алеппо Нуреддин Махмуд дважды пытался захватить Дамаск. В 1154 году Абак подчинился Нуреддину Махмуду и покинул Дамаск, став последним правителем Дамаска из династии Буридов.

## Биография
Абак был сыном Джемаледдина Мухаммеда, который, в свою очередь, был сыном правителя Дамаска Бури и внуком эмира Тугтегина. Мухаммед пришел к власти при помощи Муинуддина Унура летом 1139 года, после того, как брат Мухаммеда, Махмуд, был убит в своей постели. Возможными организаторами убийства историк Г. Безера назвал Унура и Мухаммеда. Став правителем, Мухаммед назначил Унура визирем. Осенью 1139 года Занги осадил Дамаск, во время осады Мухаммед умер. По словам Г. Безера это произошло 29 марта 1140 года. Вместо него Унур назначил Абака новым правителем. Абак доверил управление своему атабеку Унуру.
Смерть Мухаммеда вселила в атабека Мосула и Алеппо Занги, давно предпринимавшего усилия для захвата города, надежду на успех. Появление Занги вблизи Дамаска вынудило Унура вступить в союз с крестоносцами. Но, несмотря на их поддержку, Абаку пришлось признать сюзеренитет Занги, имя которого стали читать в хутбе в Дамаске.
В 1146 году при осаде крепости Джабер Занги был убит своим рабом. Убийца сбежал в Джабер, а затем в Дамаск. Унур и Абак велели схватить его и выдали сыну Занги, Нуреддину Махмуду. Это позволило заключить с ним договор о дружбе. При осаде замка Серхад в Хавране армией Дамаска Нуреддин Махмуд лично прибыл к на помощь союзникам. Союз правителей Дамаска и Алеппо сохранялся до смерти Унура.
Летом 1148 года армии Второго крестового похода и Иерусалимского королевства осадили Дамаск. На помощь Дамаску пришли армии Нуреддина Махмуда и его брата Сейфеддина Гази I из Мосула. Помощи Зангидов была опасна, поскольку они потребовали права войти в город и назначить командиром гарнизона их человека. Защитой города руководил Унур, который понимал, что после этого сыновья Занги больше из города не уйдут. Используя разногласия среди баронов Иерусалимского королевства, Унуру удалось их склонить снять осаду и не впустить в город Зангидов.
Унур умер 28 августа 1149 года. Абак не хотел, чтобы после Унура такую же власть получил другой эмир, и стал править самостоятельно, что привело к восстанию в Дамаске. Нуреддин Махмуд запросил у Абака отряд в тысячу человек, чтобы ослабить оборону города. Однако Абак ответил отказом. Нуреддин Махмуд осадил Дамаск и 26 апреля 1150 года Абак был вынужден заключить с ним соглашение о признании его суверенитета. В мае 1151 года Нуреддин вновь появился у Дамаска. Он хотел присоединить город к своей территории. На помощь Абаку пришло Иерусалимское королевство. Взамен Абак обязался выплачивать ему ежегодную подать. При этом население города под воздействием агитации сторонников Нуреддина Махмуда склонялось к джихаду и разрыву соглашения с франками (крестоносцами).
В 1154 году Абак был вынужден подчиниться Нуреддину Махмуду и переехал в Хомс (Ибн Халликан писал, что вместо Дамаска Нуреддин Махмуд дал Абаку Эмессу), потом в Балис на Евфрате по приказу Нур ад-Дина, потом в Багдад. По словам Ибн Халликана, халиф аль-Муктафи принял его с почестями. Муджируддин Абак купил в Багдаде дом Ак-Сункура аль Бурсуки, в котором тот жил, будучи шихне, и  построил в Багдаде медресе. Он  умер в Багдаде в 1168 году. 